# Adenodolichos paniculatus
Adenodolichos paniculatus är en ärtväxtart som först beskrevs av Henri Hua, och fick sitt nu gällande namn av John Hutchinson. Adenodolichos paniculatus ingår i släktet Adenodolichos och familjen ärtväxter. Inga underarter finns listade i Catalogue of Life.